# Georges Contaux
Georges Contaux, nacido a finales del siglo XIX, fue un escultor, grabador y medallista francés.

## Datos biográficos
En 1921, recibió una mención de honor en el Salón de los artistas franceses.